# Mark Ulano
Mark Ulano est un ingénieur du son américain né le 12 juin 1954  à New York (État de New York).

## Biographie
Il crée en 1976 Mark Ulano Sound Services, dont il prend la présidence en 1986.
Il est président de la Cinema Audio Society depuis février 2015, membre de l'Academy of Motion Picture Arts and Sciences depuis janvier 2015. Il enseigne au sein des Maine Media Workshops (en).

## Filmographie (sélection)

### Cinéma
- 1995 : Desperado de Robert Rodriguez
- 1997 : Jackie Brown de Quentin Tarantino
- 1997 : Titanic de James Cameron
- 1997 : Austin Powers (Austin Powers: International Man of Mystery) de Jay Roach
- 1999 : Stuart Little de Rob Minkoff
- 2001 : Spy Kids de Robert Rodriguez
- 2003 : Kill Bill Volume I de Quentin Tarantino
- 2004 : Kill Bill Volume II de Quentin Tarantino
- 2006 : Rocky Balboa de Sylvester Stallone
- 2008 : Iron Man de Jon Favreau
- 2009 : Inglourious Basterds de Quentin Tarantino
- 2009 : Terminator Renaissance (Terminator Salvation) de McG
- 2009 : Jeux de pouvoir (State of Play) de Kevin Macdonald
- 2010 : The Tourist de Florian Henckel von Donnersmarck
- 2010 : Iron Man 2 de Jon Favreau
- 2011 : Cowboys et Envahisseurs (Cowboys and Aliens) de Jon Favreau
- 2011 : Super 8 J. J. Abrams
- 2012 : Django Unchained de Quentin Tarantino
- 2015 : Les Huit Salopards (The Hateful Eight) de Quentin Tarantino
- 2019 : Once Upon a Time in Hollywood de Quentin Tarantino

### Télévision
- 1990-1992 : The Trials of Rosie O'Neill (en) (17 épisodes)
- 1999-2000 : Sarah (19 épisodes)
- 2000-2001 : Washington Police (14 épisodes)

## Distinctions

### Récompenses
- Oscars 1998 : Oscar du meilleur mixage de son pour Titanic

### Nominations
- British Academy Film Award du meilleur son
  - en 1998 pour Titanic
  - en 2004 pour Kill Bill Volume I
  - en 2013 pour Django Unchained
- Oscar du meilleur mixage de son
  - en 2010 pour Inglourious Basterds
  - en 2020 pour Once Upon a Time in Hollywood et Ad Astra